# Limentinus
Chez les Romains, Limentinus (du latin « limen », seuil) était le dieu protecteur des portes, plus particulièrement du seuil et du linteau. Il est le pendant masculin de Lima. La porte, dans son ensemble, était sous la protection de Janus.